# Rainy Knight
Rainy Knight是台灣的器樂搖滾樂團，於2021年10月成立，樂器有鼓、電吉他及貝斯，團員分別是A0220（吉他手）、A0325（鼓手）、A0410（貝斯手）、A1018（吉他手）。
樂團主要著重自然生態以環境議題，在作品中也有許多的背景聲（SoundScape）的應用。